# 酒井英治
酒井 英治（さかい えいじ、1955年3月11日 - ）は、日本の実業家。元北陸電力株式会社執行役員。元カターレ富山代表取締役社長。

## 経歴
- 1955年（昭和30年）3月11日生
- 1977年（昭和52年）4月 - 北陸電力株式会社入社。
- 2014年（平成26年）4月9日 - 株式会社カターレ富山代表取締役（非常勤）に就任。
- 2014年（平成26年）6月 - 北陸電力株式会社を退職。
- 2014年（平成26年）7月15日 - 清原邦彦の後任として株式会社カターレ富山代表取締役社長に就任。
- 2017年4月 - 任期満了に伴いカターレ富山代表取締役社長を退任。